# ウクライナ人
ウクライナ人（ウクライナじん、ウクライナ語: українці [ウクライィーンツィ] ）は、ウクライナの主要民族である。東ヨーロッパの東スラヴ人に属し、主にウクライナ語を母語とする人が多い。

## 民族名

ウクライナにおけるウクライナ人の人口（2001年度全ウクライナ国勢調査より）

歴史上でウクライナ人は様々な民族名で知られている。9世紀から13世紀にかけてウクライナの地域がルーシと呼ばれたことから、中世前期以降この地域の住民はルーシ人（ルスィーヌィ）と呼ばれるようになった。また、14世紀より正教の聖職者の書簡ではウクライナを「小ロシア」と呼ぶ風習があり、17世紀以降ウクライナが正教のロシア・ツァーリ国に併合されると、19世紀までウクライナ人は小ロシア人（マロロースィ）と呼ばれていた。そのほかに、15世紀から18世紀末にかけてウクライナの住民の多くがコサックであったことから、コサック（コザクィー）がウクライナ人のことを意味した時代があった。
ウクライナという地名は12世紀後半から『ルーシ年代記』に見られるが、「ウクライナ人」という用語は16世紀まで普及していなかった。17世紀半ばにヘーチマン国家が成立すると、「ウクライナ人」は民族名として「ルーシ人」、「小ロシア人」、「コサック」の同義的に用いられるようになった。さらに、18世紀から19世紀にそれらの民族名はウクライナ出身の知識人の活動によって「ウクライナ人」という民族名で統一された。

## 歴史

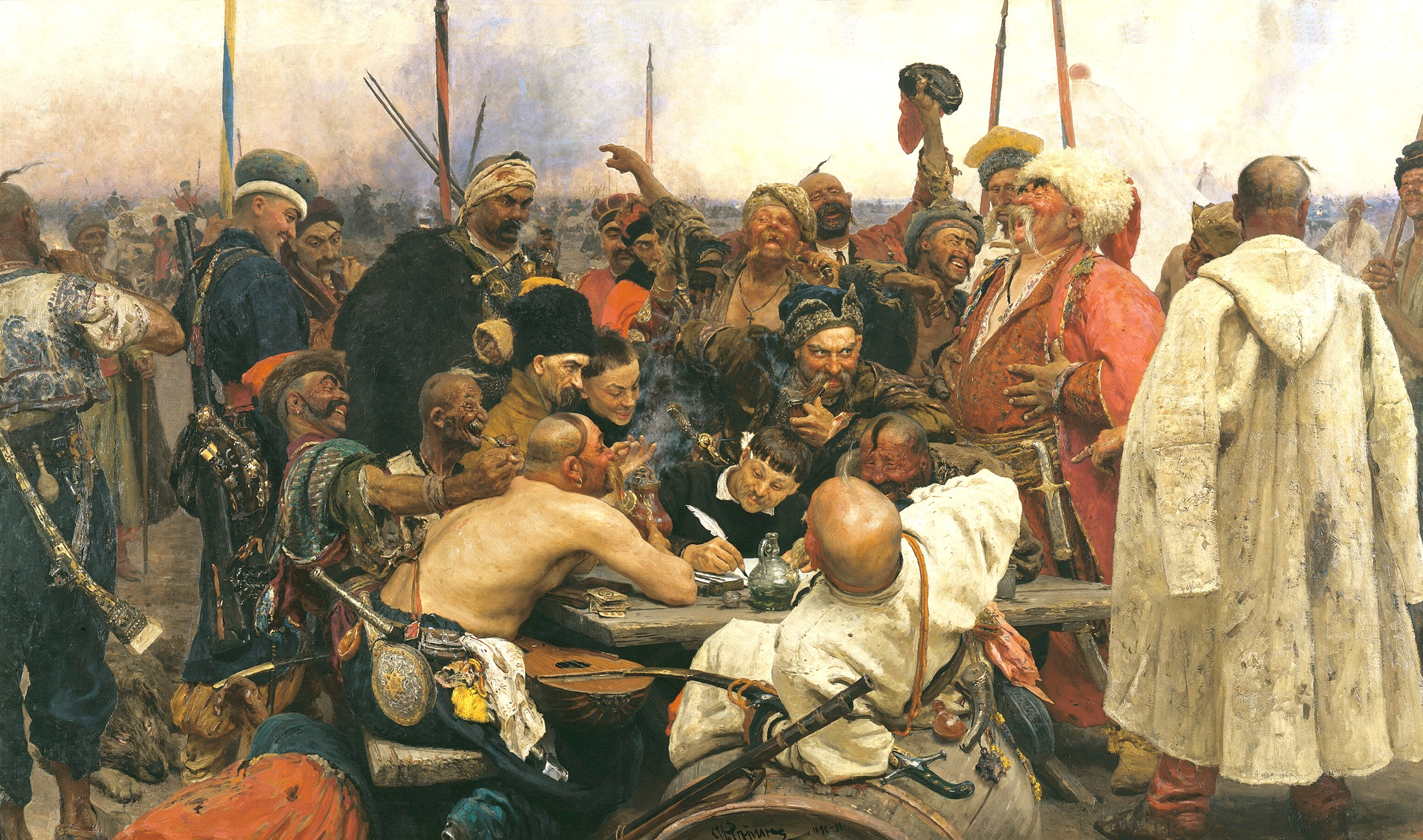
トルコのスルタンへ手紙を書くザポロージャ・コサック

ウクライナ人は古代よりウクライナに居住していたコーカソイドのイラン系のスキタイ人やサルマタイ人、東進したゲルマン系の東ゴート人やノルマン人、西進したモンゴロイドの一派テュルク系諸部族のブルガール人、クマン人が、コーカソイドの東スラヴ系などと混血を重ねたことによって形成されたと考えられている。また、ウクライナ人の起源においてはスラヴ系要素は決定的なものであった。
ウクライナ人は中世におけるキエフ大公国（7から13世紀）の形成者であったが、モンゴル勢力の侵略により大公国は亡ぼされた。その後リトアニア大公国の支配下に入り、ポーランド・リトアニア共和国の時代には大部分がキエフ県としてポーランド王国の行政管轄に、黒海沿岸地方がオスマン帝国の行政管轄になった。近世初めにはウクライナ・コサックがポーランド・リトアニア共和国に対して自治権を獲得しヘーチマン国家（17から18世紀）を形成したが、のちに独立を失いロシア帝国の支配下となり、そしてロシア帝国とオーストリア＝ハンガリー帝国などの各国間で分割支配されることになった。ロシアなどとの戦争に敗れたウクライナ人の一部は、ルーマニアやトルコへ逃れ再起を図ったが、ウクライナ人による独立国家の再建はできなかった。
一時期、ウクライナ・コサックはポーランド・リトアニア共和国における登録コサックとなっており、この共和国においては参政権などシュラフタとしての諸権利を持っていた。ヘーチマン国家時代にはウクライナ人の半数が登録コサックと扱われた。そのため、現代でも自分はコサックの子孫であると自負するウクライナ人も少なくない。ヘーチマン国家が滅びると、多くのウクライナ人はもとの農民に戻った。一方、都市に居住する一部のウクライナ人はロシア化した。都市と農村の分断は、のちの内戦に大きな決定要因として働いた。 
ロシア革命後の1917年、ウクライナ人は各勢力に分かれてそれぞれ独立を宣言した。特に、中部ウクライナのウクライナ民族主義者はウクライナ人民共和国を、西ウクライナの民族主義者は西ウクライナ人民共和国を建国し、前者は初めてのウクライナ人による近代国家となった。
しかしながら、ウクライナは領土を取り合うポーランドとボリシェヴィキの戦争（ポーランド・ソビエト戦争）やウクライナ・ポーランド戦争、ソビエト・ウクライナ戦争、ロシア内戦、ウクライナ内戦の主戦場となり、さらにこの時期に大流行した伝染病などにより多くのウクライナ人が死傷した。また、アナーキストのウクライナ革命反乱軍に参加したウクライナ人も少なくなかったが、最終的にボリシェヴィキによって壊滅した。東ウクライナには、ロシア人やユダヤ人を中心としたソビエト派ウクライナ人民共和国が成立し、いくつかのソビエト共和国が現れては消えたのち、ウクライナ社会主義ソビエト共和国がロシアのソビエト政府の後押しで成立した。最終的には、西ウクライナはポーランド、それ以外のウクライナとクリミアはソビエト国家によって分割された。その結果、反ボリシェヴィキ派の多くのウクライナ人が国外へ逃れざるを得なくなった。
その後、ウクライナ社会主義ソビエト共和国はロシア社会主義連邦ソビエト共和国、白ロシア社会主義ソビエト共和国とともにソビエト連邦を形成した。のちに国号は「ウクライナ・ソビエト社会主義共和国」に変更された。
1920年代、ソ連政府はそれまでの対ウクライナ強攻策を改め、ウクライナ人に対する懐柔政策を採った。この時期、ウクライナでは中央政府の要人にウクライナ人が登用されるなど、ウクライナ人の社会的地位を向上させる政策が採られたほか、ウクライナ文化の研究や振興も盛んに行われ、さまざまな形でウクライナ文化が花開いた時代と言われる。
だが、1930年代になるとヨシフ・スターリンがソ連政府の権力を掌握し、懐柔政策は撤廃され、ウクライナ弾圧政策が採られた。またスターリン政権による強引な農業集団化政策（ボリシェヴィキとは相容れないウクライナ人富農への弾圧）と、ウクライナの小麦を対象とする飢餓輸出が引き起こされる。その結果、1932年から1933年にかけ、ホロドモール（大飢饉、スターリン飢饉）が発生し、人口の減少、それに伴うロシア人の移住による居住地域減少、出生率低下など、ウクライナ人社会に多大な悪影響を及ぼした。またスターリンによる大粛清も起こり、ウクライナ民族主義の弾圧が起こっただけでなく、ホロドモールによる大飢饉の責任を押し付けられる形でウクライナ・ソビエト政府の主席以下多くがスターリンによって処刑されたり、自殺したりした。また、スターリンの方針により国外へ亡命していたウクライナ人のソ連への呼び戻しキャンペーンが張られた。多くのウクライナ人が亡命していたイギリスやカナダ、アメリカ合衆国は、これを機会に亡命ウクライナ人の一掃を図った。欧米諸国は亡命ウクライナ人のソ連への「帰国」を推進したが、帰国したウクライナ人の多くが様々な嫌疑をかけられ、処刑、あるいは流刑された。
その後、独ソ戦の主戦場となったウクライナは、第二次世界大戦で最大規模の死者を生じた。大戦での犠牲者は軍民問わず膨大な数に上ったが、中にはソ連軍によって、ナチス・ドイツ軍への協力という嫌疑により逮捕・殺害された者もいた。当時、ソ連政府に反感を持つウクライナ人には、実際にドイツ軍に協力した者もあった。また、当時西ウクライナを中心にいくつかのパルチザン組織がソ連の赤軍に対し敵対行動をとった。中でも、ウクライナ蜂起軍は赤軍・ドイツ軍双方へのパルチザン活動を行い、一時は西ウクライナの大半を掌握していた。この勢力はNKVDの軍と戦闘を繰り広げたが、1950年代にソ連軍によって制圧された。また、ウクライナ人の組織がポーランドに対して敵対行動をとったことから、ポーランド政府はヴィスワ作戦を実行、ポーランド内のウクライナ人コミュニティーは強制的に解体され、以降同国内でウクライナ人が多く集まって居住することは禁じられた。
一方、極東では、第二次世界大戦前より、亡命ウクライナ人が中心となって、満洲国を通じて日本軍と協力し、対ソ連戦に参加した。
戦後ウクライナは、ソ連の主要産業を担う重要地域として発展した。豊かな土壌を持つ西部はソ連の大穀倉地帯として、また良質の石炭・鉄鉱石を産出する東部は重工業地帯として大いに成長する中で、多くのロシア人などが移住した。
1991年、ウクライナはソ連からの独立を宣言し独立国家となった。独立ウクライナは、ウクライナ人のウクライナ性を高めるためロシア語を公用語から排除するなど、ウクライナ化政策を採った。
2004年、ウクライナではロシアの政治的影響を排除しようとするオレンジ革命が起こり、反露的なヴィクトル・ユシチェンコ政権が誕生したが、2010年には再び親露的なヴィクトル・ヤヌコーヴィチ政権が成立した。しかし2013年には欧州連合（EU）との政治・貿易協定への調印をヤヌコーヴィチがロシアへの配慮により見送ったことから、再び大規模な抗議運動が起こり、ヤヌコーヴィチは失脚、これに乗じてウクライナからの独立とロシアへの併合要請を宣言したクリミアをロシアが実際に併合、緊張状態が続いている。

## 移民
ロシア国外

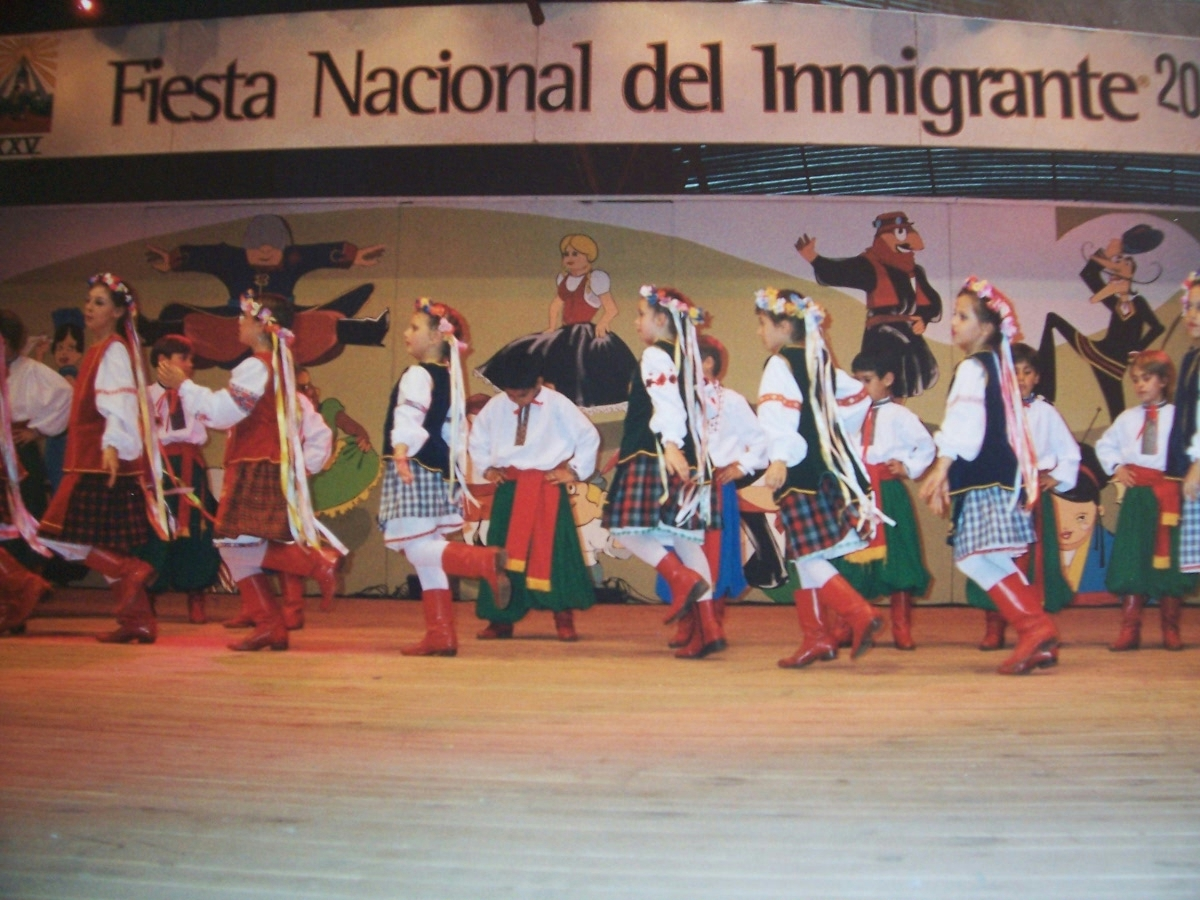
アルゼンチンの移民文化祭におけるウクライナ人の子供たち（ミシオネス州）

19世紀から20世紀初めにかけて、ウクライナ人の海外移民が行われた。ウクライナ人は主に農村に住んで農業を営んでおり、ロシア人やユダヤ人、ポーランド人などの多いウクライナの都市部にはあまり住んでいなかった。19世紀末のウクライナで進展した都市化や工業化では主にロシア人労働者が流入した一方、ウクライナ人はウクライナ内の炭坑や工場で労働者となるよりもむしろ国外や辺境で自らの農地を持つことを望んだ。多くのウクライナ人がカナダやアメリカ合衆国の農業地帯に移民して同国内にウクライナ人コミュニティを築いた。1895年からは、奴隷制廃止によって不足した農業労働力を求めていたブラジルへの移民が行われ、ブラジル南部を中心に多くの移民がパラナ州、サンタ・カタリーナ州、リオグランデ・ド・スル州に入植し、一部はサンパウロ州に流入した。多くはガリツィアからの移民だった。
同時期にアルゼンチンにも移民が行われ、一定数が首都ブエノスアイレスやその近郊のブエノスアイレス州各地に定着したが、ブラジルに移民したウクライナ人の一部とともに、アルゼンチン北部のミシオネス州にも流入した。
冷戦終結後には、ポルトガルなどへの出稼ぎ移民が行われた。
ロシア国内
- 緑ウクライナ-ロシア帝国内でも人口希薄な極東、中でも璦琿条約や北京条約によって獲得した外満州に移動して農業を営んだ。外満州に移民したウクライナ人はロシア革命後にアムール川流域に緑ウクライナを建国している。

- 黄ウクライナ(Yellow Ukraine）-ヴォルガ川流域にペラヤースラウ協定の後に入植したウクライナ人地域。ヴォルガ・ドイツ人などとも混血が進んでいる。

- 桃ウクライナ（Pink Ukraine）-クバン地方に入植した黒海コッサク軍団を始めとしたウクライナ人地域

- 灰ウクライナ（Grey Ukraine）-中央アジアやオムスクを中心とした西南シベリアに入植したウクライナ人地域

## 文化

### 言語
ウクライナ人の独自の言語としてウクライナ語がある。ウクライナ語は、本国ウクライナで公用語となっている。また、歴史上でウクライナを支配してきたポーランド、オーストリア、ロシアの影響から、西ウクライナではポーランド語とドイツ語、東・南ウクライナではロシア語を話せるウクライナ人がいる。国外に住んでいるウクライナ人は、その居住地域により英語、ロシア語、ポルトガル語、スペイン語を中心に用いている。

言語別母語話者割合[注 7]
ウクライナ語母語話者割合
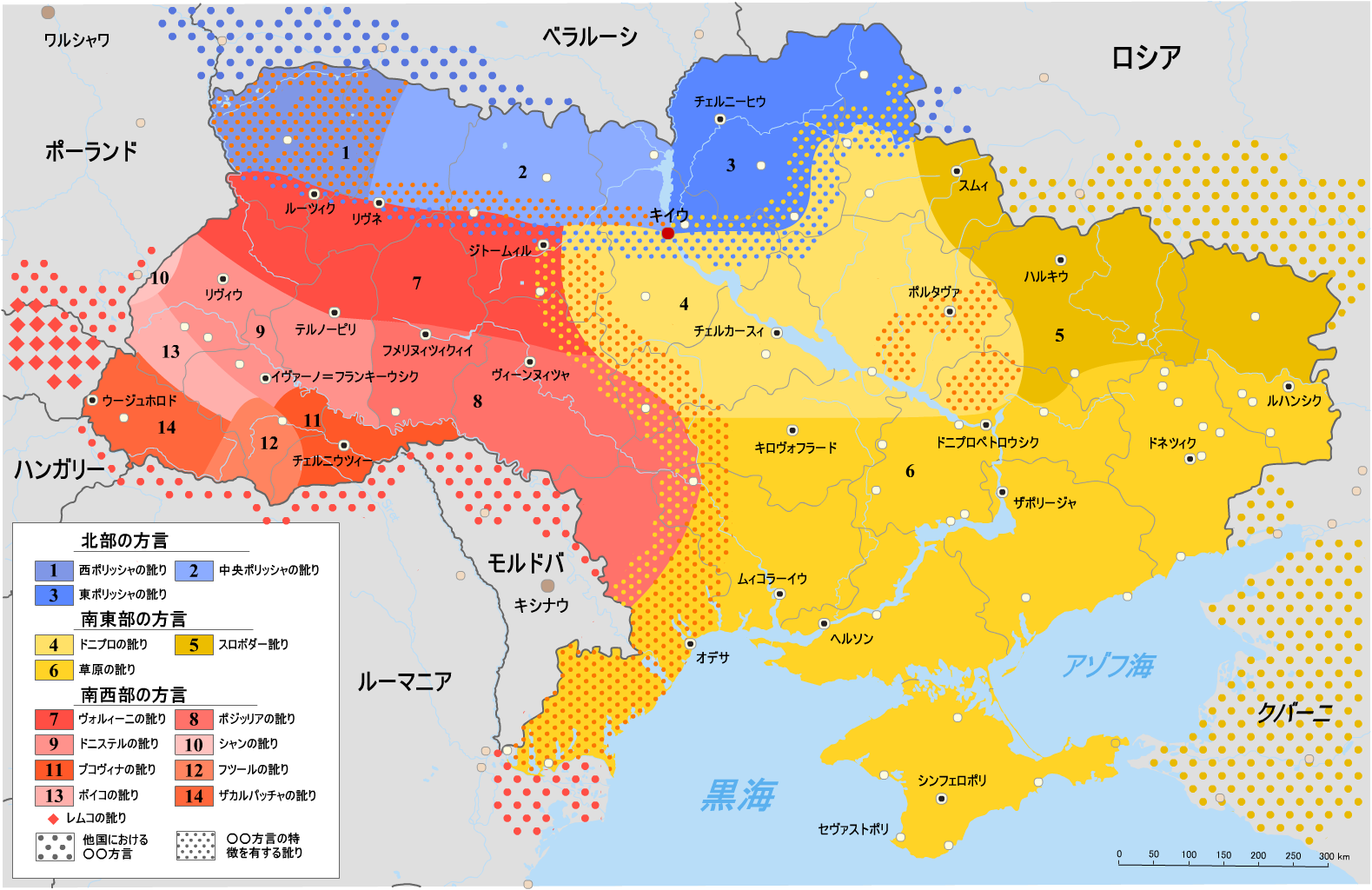
ウクライナ語方言図
諸民族の割合[注 8]

ウクライナ語はインド・ヨーロッパ語族のスラヴ語派に属し、その記述にはキリル文字を用いる。その言語には、ポリーシャ地方を中心とした北部方言、ヴォルィーニ・ハルィチナー・ポジーリャ地方を中心した西南方言、さらにキエフ・ポルタヴァ・ザポロージャ地方を中心とした東南方言という3つの方言が存在する。ウクライナ語の標準語の基は東南方言となっている。ウクライナ語の文語に当たる古ルーシ語の最初の記録は10世紀まで遡り、ウクライナ語の口語に基づいた文学作品は18世紀から登場する。

### 宗教
現在ウクライナに居住するウクライナ人はキリスト教徒のアイデンティティを持っているが、大半は特定の宗教団体に属していない。宗教集団には伝統的に正教が最大勢力であるが、教会組織は分立している。最大の信徒数を擁するのはウクライナ正教会 (2018年設立)である。ウクライナの西部・中部には東方典礼カトリック教会たるウクライナ東方カトリック教会が正教に次いで勢力を有する。西方典礼のカトリック教会およびプロテスタントも存在する。

### 衣装

#### 女性服 （18世紀）

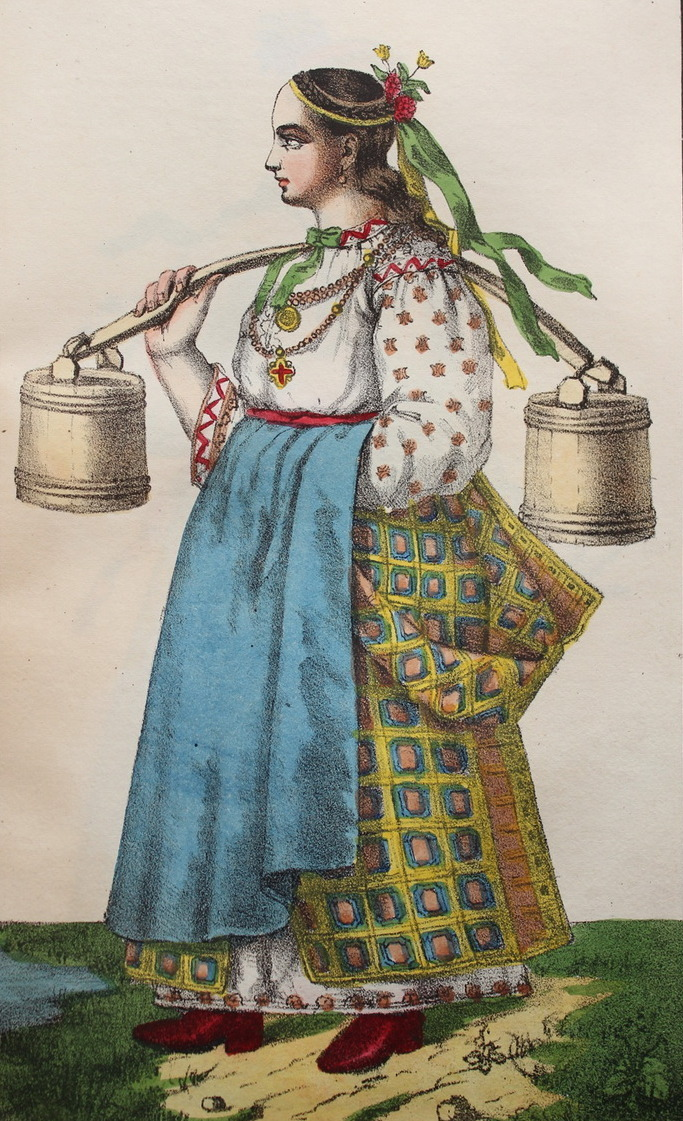
農民の娘
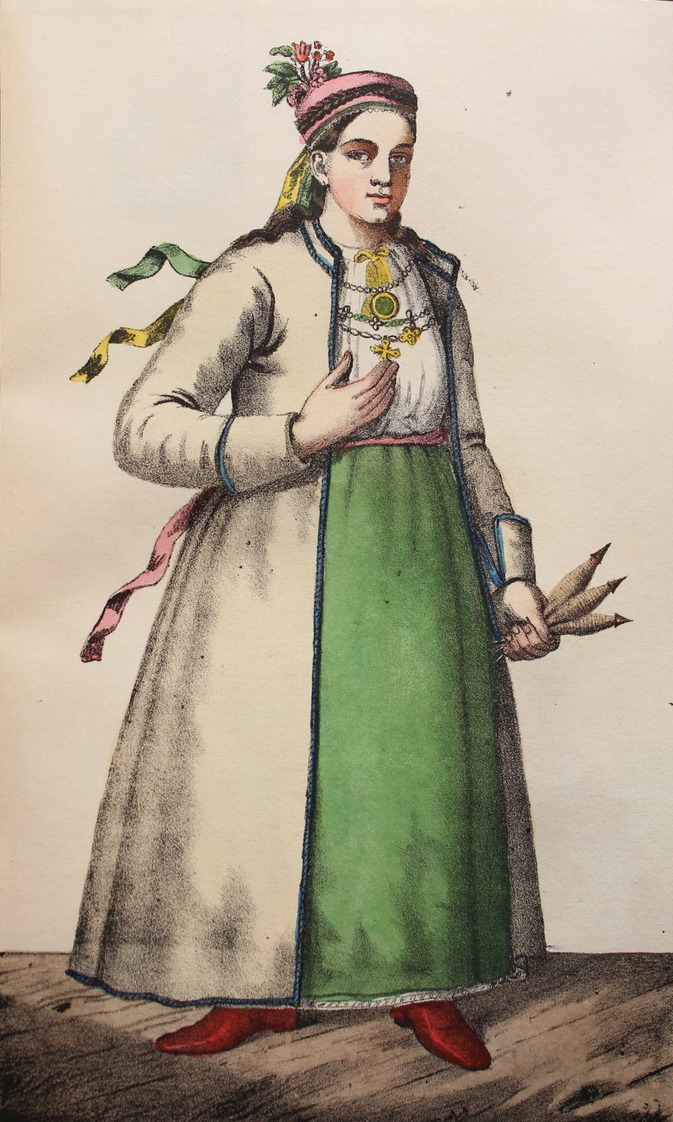
農民の娘
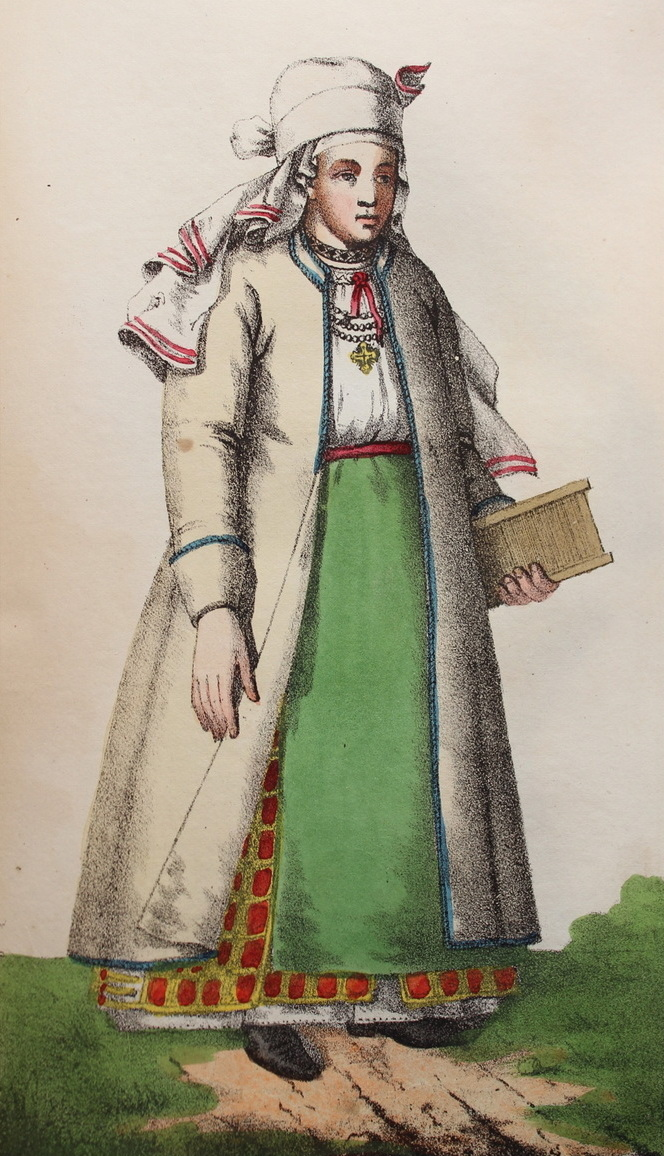
農民の老女
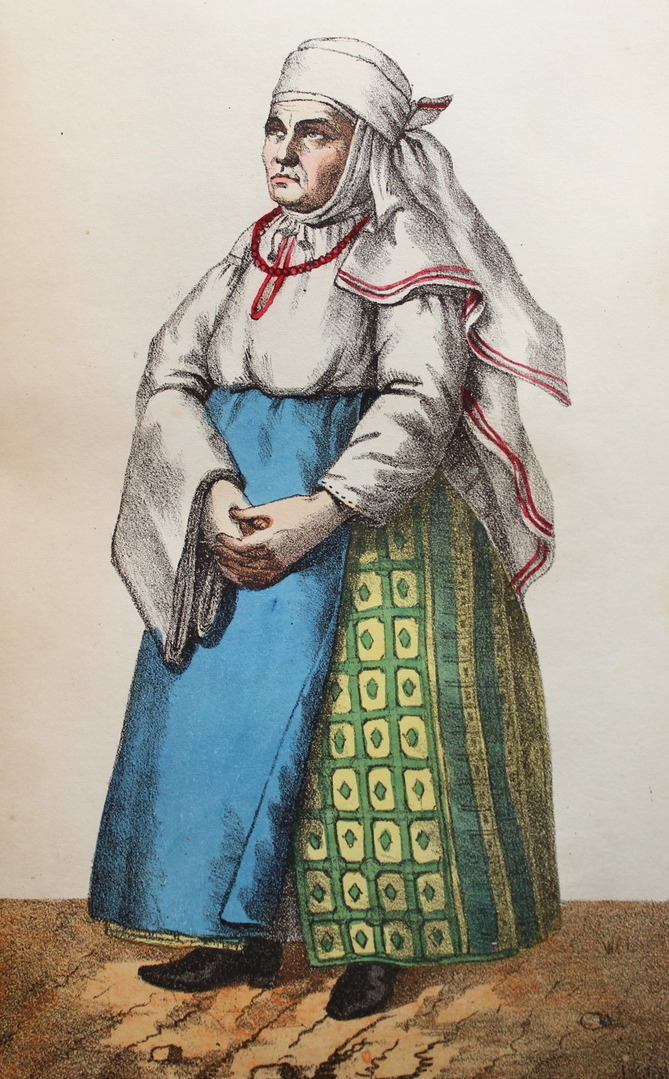
農民の老女
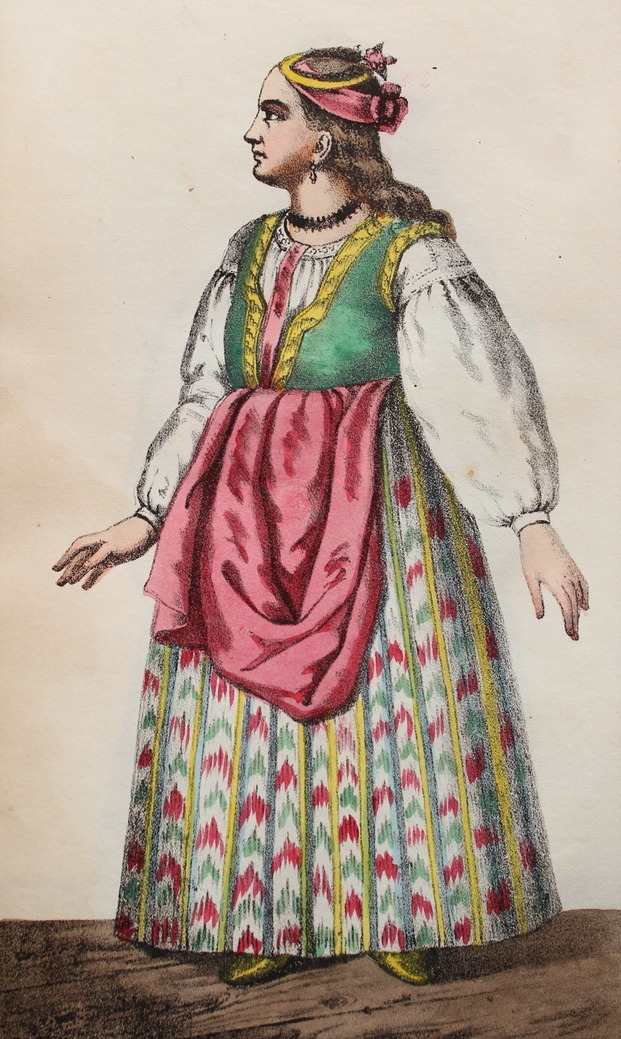
町人の娘
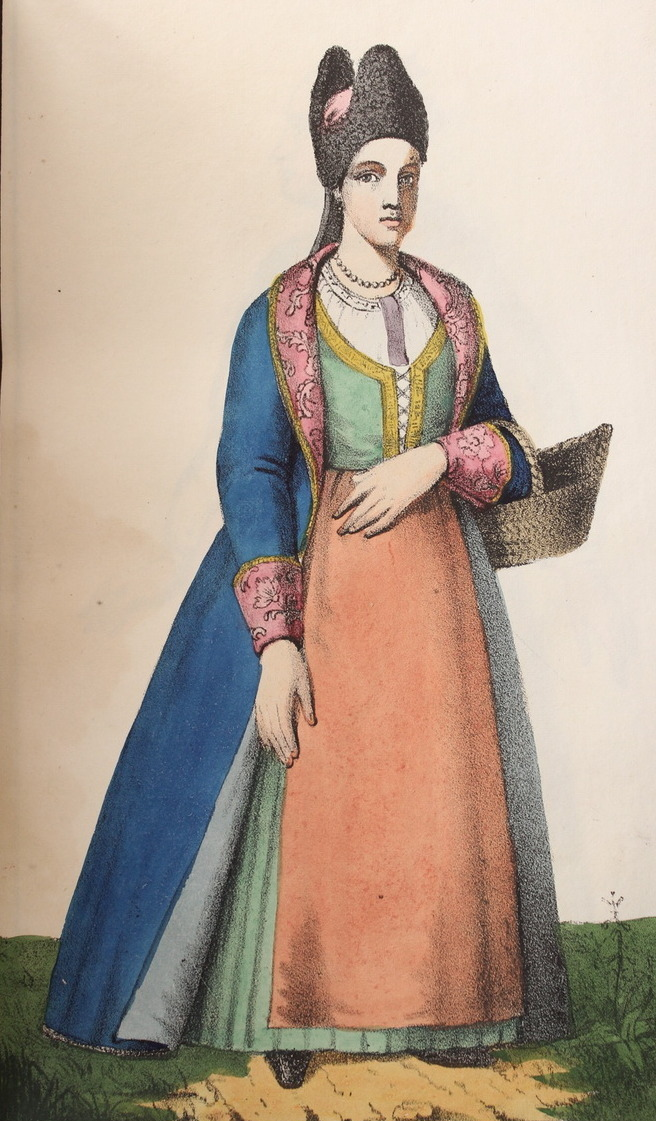
町人の女性
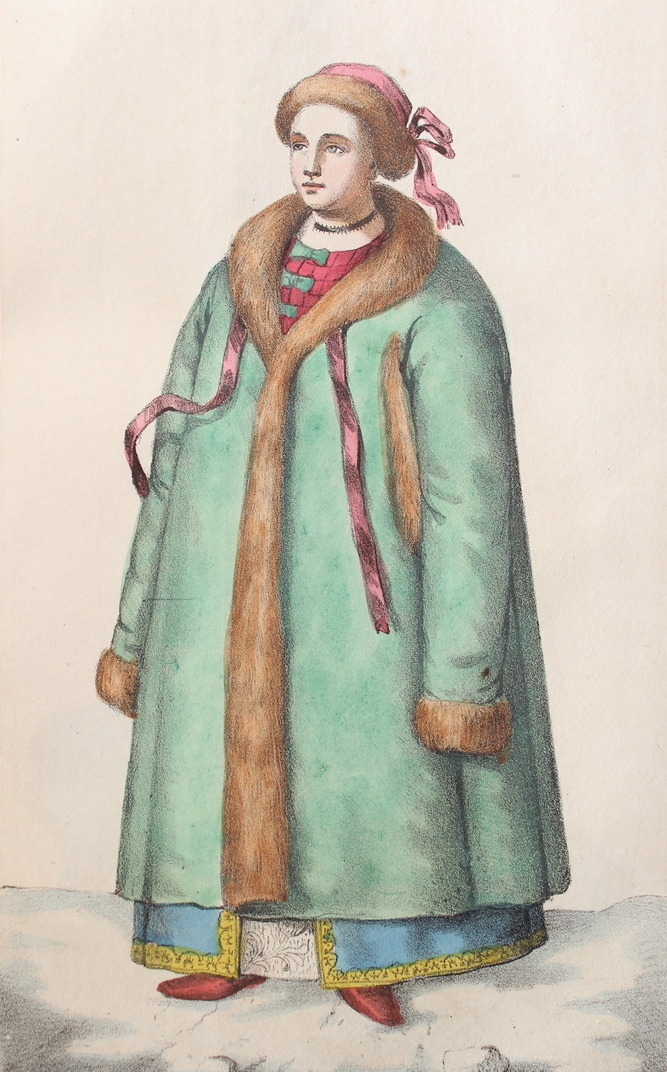
貴族の娘
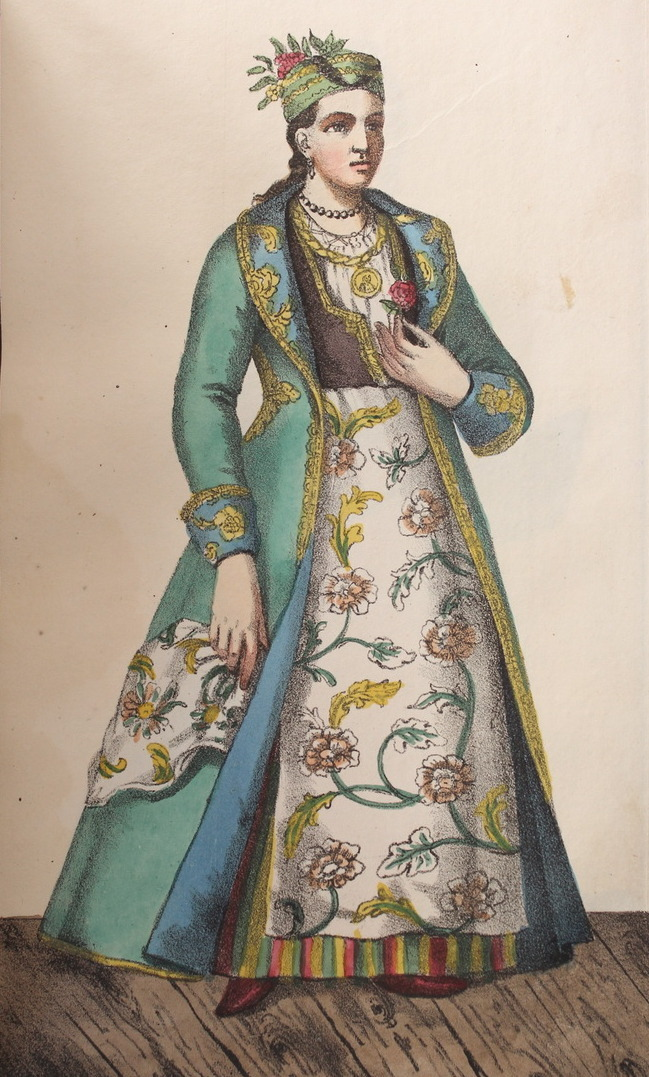
貴族の娘
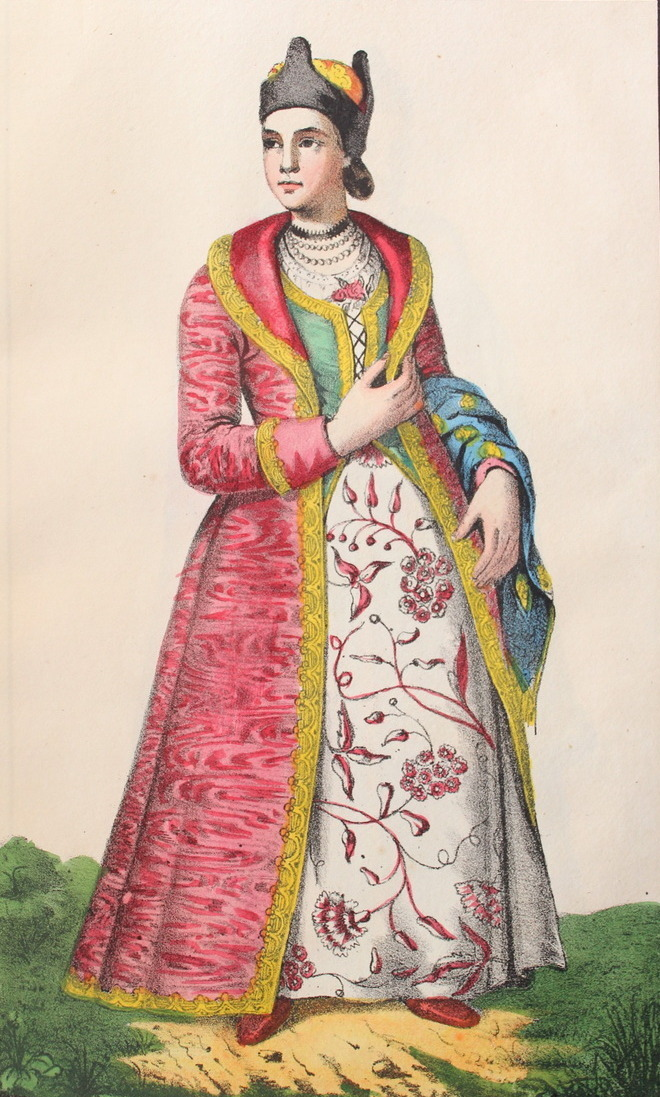
貴族の女性
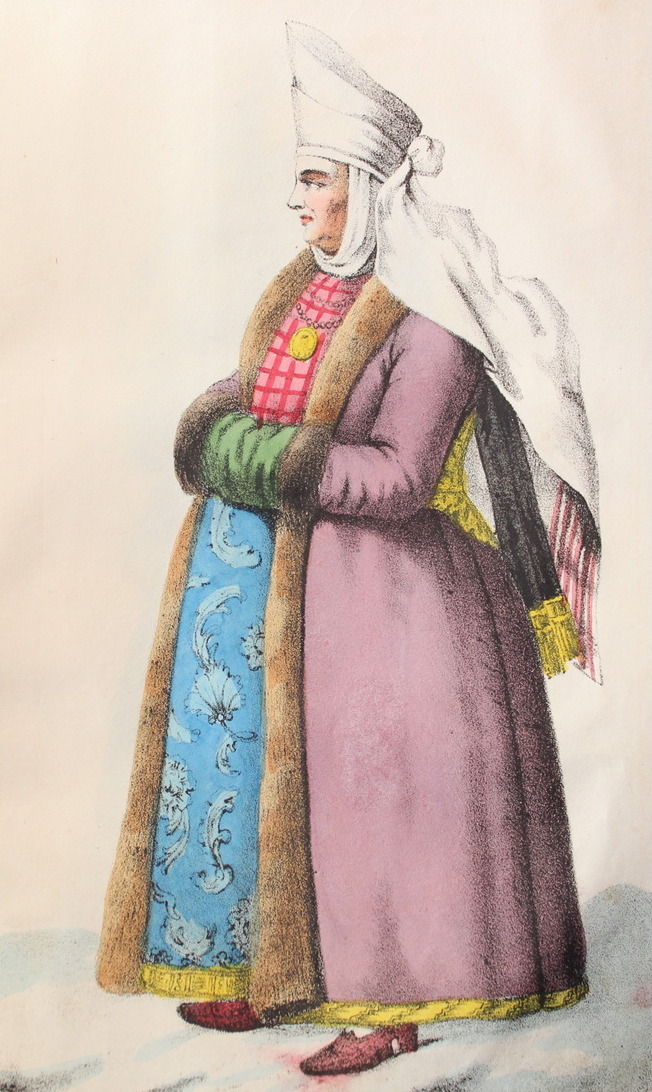
貴族の老女
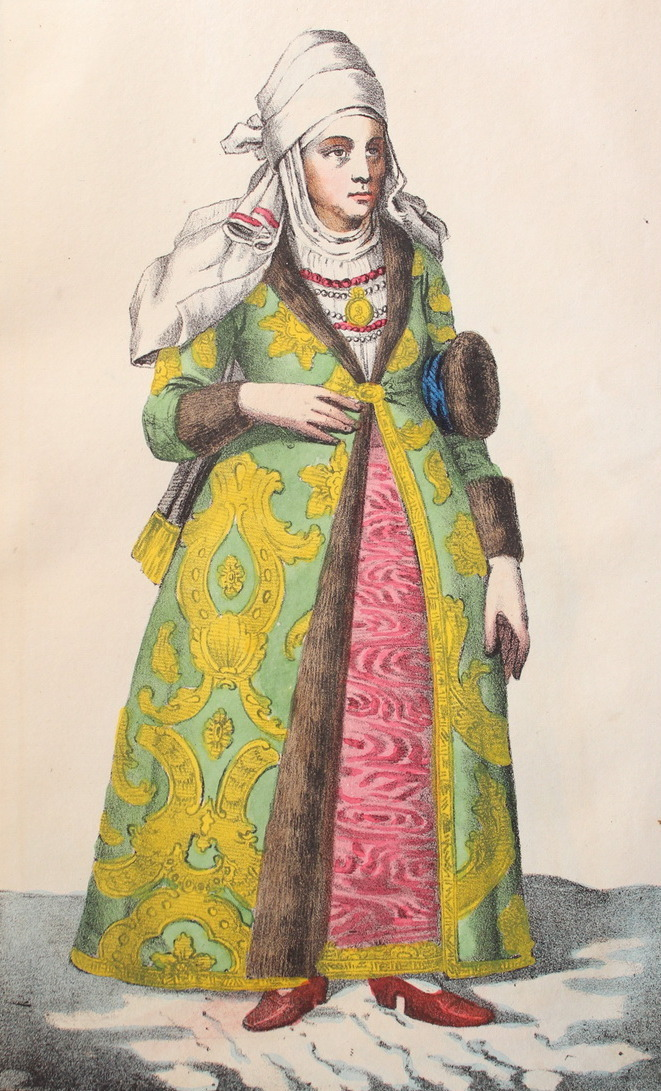
貴族の老女

#### 男性服（18世紀）

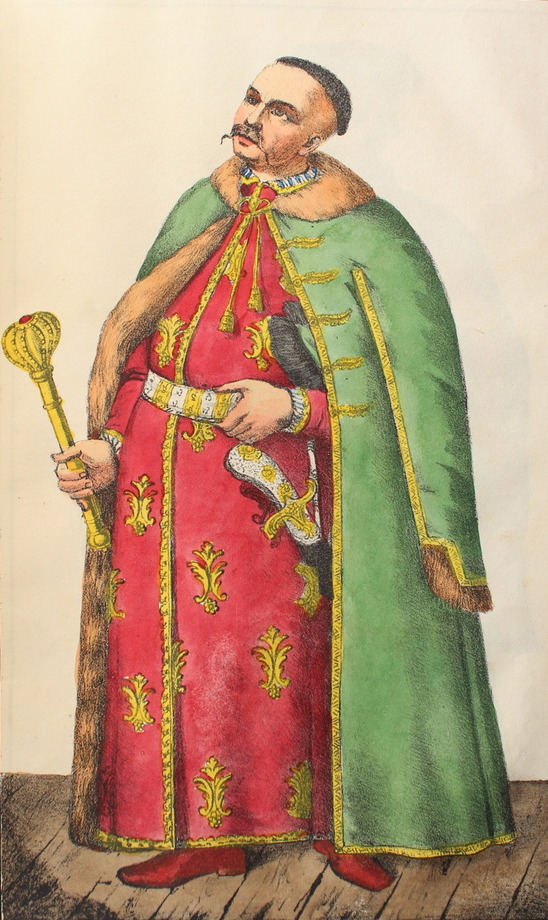
コサックの連隊長
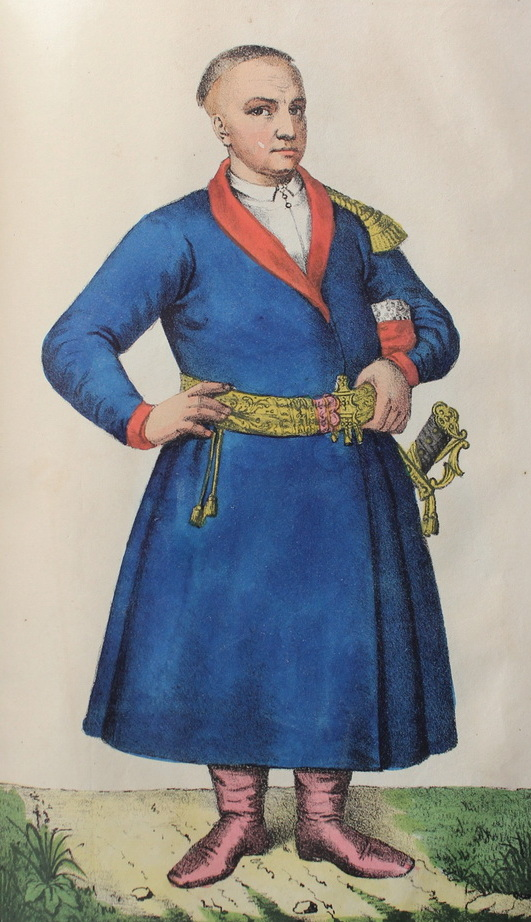
コサックの百人長
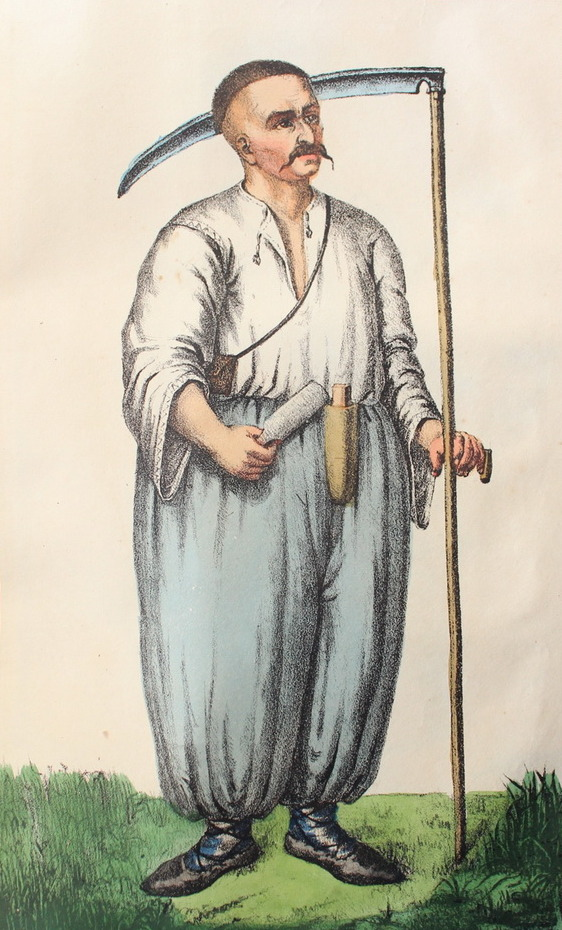
農民の男性
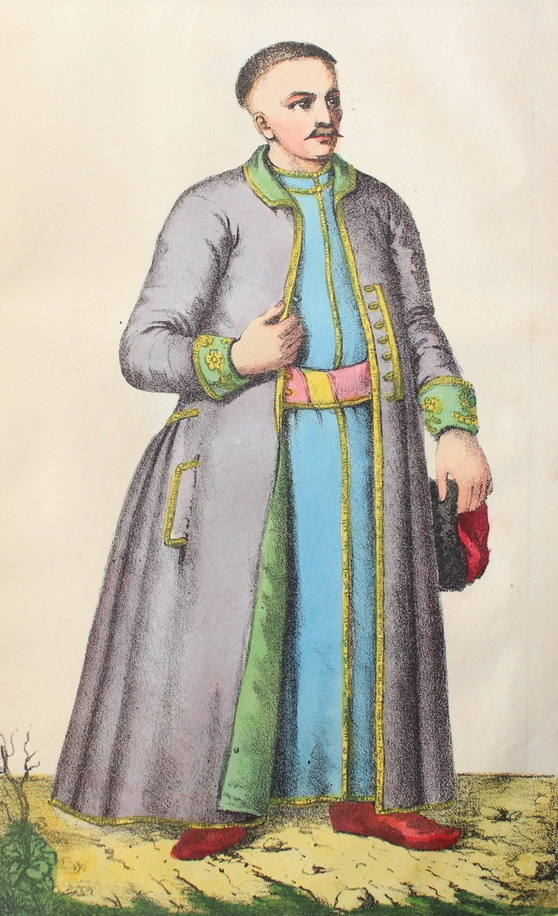
町人の男性

### ウクライナ人の姓名

#### 表記方法
ウクライナ人の姓名表記は「姓・名・父称」の順である。

#### ウクライナ人の姓
ウクライナでは古くから住民の移動・移住が大規模に行われており、地域に固有の姓というものは薄れている。本来固有と考えられる地域は、以下の通りである。なお、表記は便宜的なローマ字表記とする。
- 西部地方には-ak、-ukなどkで終わるパターンの姓が多く、隣接するポーランドやチェコなどにもよく見られる。

- 北部及び東部などドニプロ・ウクライナ地域では、「コ」（-ko）あるいは、「エンコ」（-enko）という父祖の名にちなむ姓の語尾が多い。隣接するロシア・ベラルーシなどでもごく普通に見られるが、ウクライナにルーツのある姓とされる。なお、男性・女性で語尾の変化はない。

| - 人名 - イヴァネンコ：イヴァンの子 - ペトレンコ：ペトロの子 - マルチェンコ：マルコの子 - コンドラテンコ：コンドラトの子 - フォメンコ：フォマ（トマス）の子 - ルカシェンコ：ルカシュの子 - フメリヌィチェンコ：フメリニツキーの子 | - 職名 - シェウチェンコ：靴屋の子 - コヴァレンコ：鍛冶屋の子 - トカチェンコ：織屋の子 - スリュサレンコ：大工の子 - ホンチャレンコ：陶工の子 - ゾロタレンコ：金匠の子 | - 民族名 - コザチェンコ：コサック（ウクライナ人）の子 - モスカレンコ：モスカーリ（ロシア人）の子 - リャシェンコ：リャフ（ポーランド人）の子 - リトヴィネンコ：リトヴィン（リトアニア人、ベラルーシ人）の子 - ヴォロシェンコ：ヴォロフ（ルーマニア人）の子 - タタルチェンコ：タタール（クリミア・タタール人）の子 - ニムチェンコ：ニメツィ（ドイツ人）の子 |

- スラヴ系諸国に多い-skijや-vichも多い。うち、-skijは女性名となると-skaの形に変化する。

- ヴィシュネヴェーツィクィイ：ヴィシュネヴェーツィ町の領主、ヴィシュネヴェーツィ町出身
- オストロージュシクィイ：オストローフ町の領主、オストローフ町の出身
- ザスラーヴシクィイ：ザスラーウ（イジャスラーウ）町の領主、ザスラーウ（イジャスラーウ）町の出身

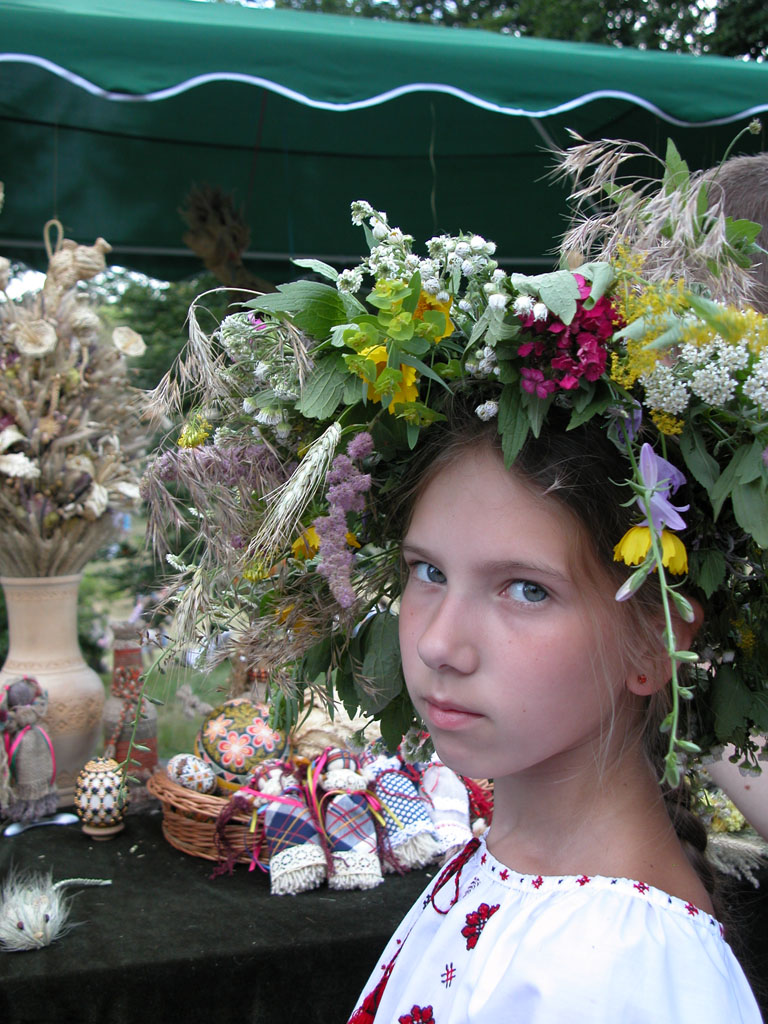
民族衣装を着たウクライナの子供

- 普通名詞を物主形容詞化して姓とする-in、-ev、-ovといったパターンも多い。-skij同様に女性名の場合は後にaが付き変化する。隣接するロシアやベラルーシでもごく普通に見られるが、これは帝政ロシア・ソ連による長期にわたる支配が大きく影響しているものと思われる。単語によってはウクライナ語ではロシア語では-ovとなるところが-ivとなる場合もある（「中島」という地名・姓が地域によっては「なかしま」と呼ばれるのに近い）。なお、-ev、-ovのパターンについてはブルガリアでも普通に見られる。

- KuchmaやBubka、Mazepa、Chaykaなど-aで終わるような姓もあるが、これはたんにウクライナ語の普通名詞が姓となった例が多い。その場合、動植物の名詞が姓となっていることが多い。無論、-aで終わらない普通名詞も姓となっており、-aが特殊な例というわけではない。たんに、ロシア語系の姓では-aで終わる姓は女性形のみであるため、ロシア語系の姓に馴染んだものにとっては特異に感じられるだけである。普通名詞の性になった例としては、他にShchur、Buryakなど。これがロシア語化すると、Shchurov、Buryakovなどのように物主形容詞化することになる。

## ウクライナ国民
ウクライナ国籍保有者である「ウクライナ国民（український громадянин、ウクライーンシクィー・フロマジャーヌィン）」という言葉には、民族的な意味での「ウクライナ人（українець、ウクライーネツィ)」に加え、ロシア人、ルーマニア人、ベラルーシ人、クリミア・タタール人、ガガウズ人、ユダヤ人などの民族も含まれる。ただし、彼ら少数民族が自らのことを「ウクライナ人」と自称することは少なく、「国民」と「民族」とは分けて考えられる。

## 遺伝子
ウクライナ人のY染色体ハプログループは、R1aが43.2%、Iが27.2％、R1bが7.9％、E1b1bが7.4％、Nが5.4%である。